# 梨大駅
梨大駅（イデえき）は、大韓民国ソウル特別市麻浦区塩里洞にあるソウル交通公社2号線の駅。駅番号は241。

## 歴史
- 1984年5月22日 - ソウル特別市地下鉄公社（当時）2号線の駅が開業。
- 2005年1月1日 - ソウル特別市地下鉄公社がソウルメトロに改称。
- 2006年4月30日 - ホームドア稼働開始。
- 2007年2月9日 - 駅のリニューアル工事完了。
- 2017年5月31日 - ソウルメトロとソウル特別市都市鉄道公社が統合され、ソウル交通公社の駅となる。

## 駅構造

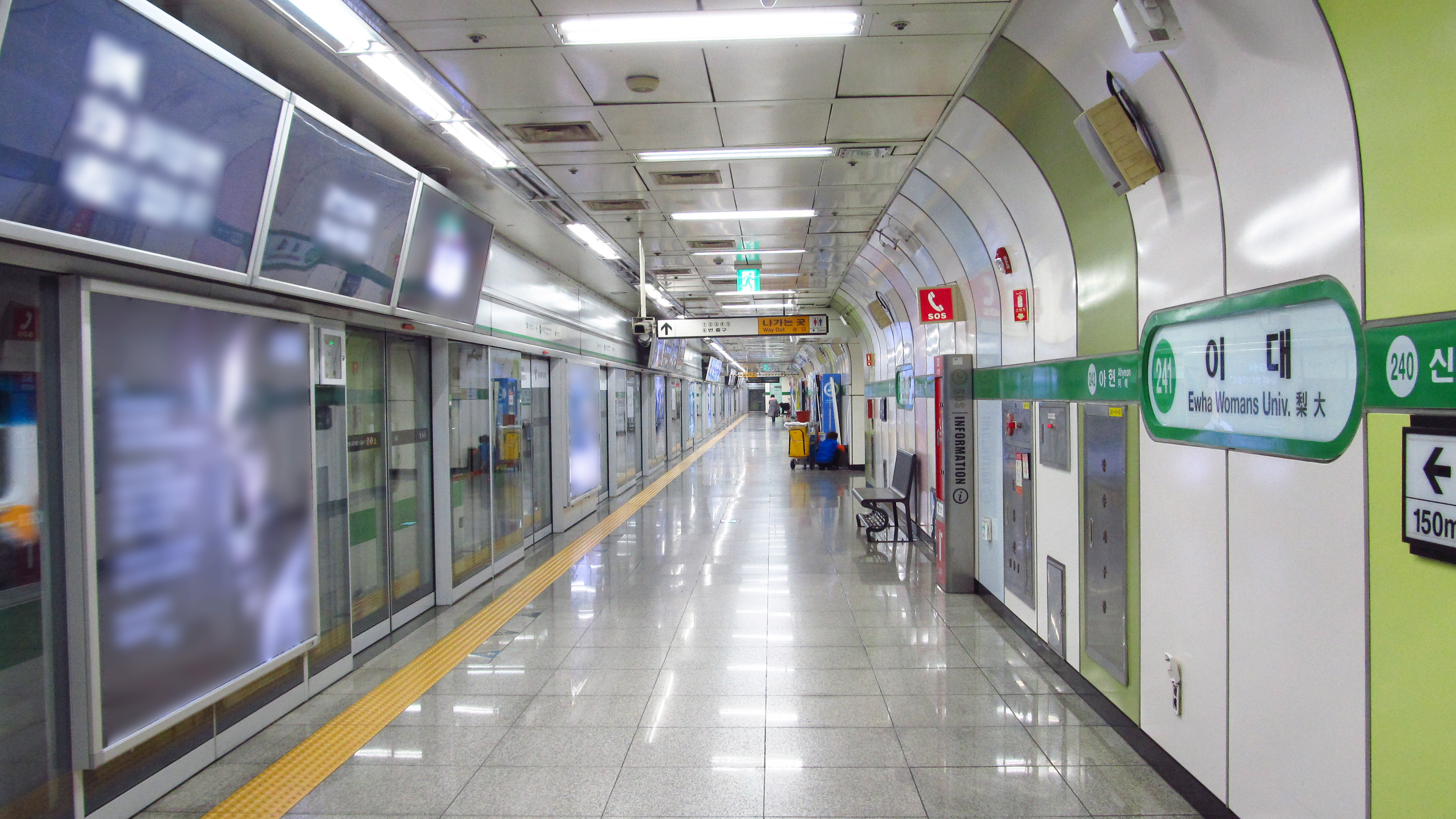
外回り（新村方面）ホーム（2018年11月）

島式ホーム1面2線を有する地下駅。ホーム中央に壁があり、1面1線のホームが隣り合わせになっているような構造である。フルスクリーンタイプのホームドアが設置されている。
改札口は西側（新村寄り）と東側（阿峴寄り）の2ヶ所ある。西側の改札のみホームへの連絡エレベーター（斜行型）が設置されている。化粧室は改札外にある。
駅構内の壁に梨花女子大学校の象徴である梨の花が描かれている。出入口は1番から6番までの計6ヶ所ある。

### のりば
- 案内上ののりば番号は設定されていない。

| 内回り | 2号線 | 忠正路・市庁・乙支路3街・東大門歴史文化公園方面 |
| 外回り | 2号線 | 弘大入口・堂山・永登浦区庁・新道林方面          |

## 利用状況
近年の一日平均利用人員推移は下記のとおり。
| 路線  | 路線     | 2000年 | 2001年 | 2002年 | 2003年 | 2004年 | 2005年 | 2006年 | 2007年 | 2008年 | 2009年 | 出典  |
| ----- | -------- | ------ | ------ | ------ | ------ | ------ | ------ | ------ | ------ | ------ | ------ | ----- |
| 2号線 | 乗車人員 | 30,881 | 31,261 | 30,450 | 28,040 | 27,302 | 25,592 | 24,358 | 24,349 | 24,276 | 24,851 | [ 1 ] |
| 2号線 | 降車人員 | 31,399 | 32,637 | 31,715 | 29,156 | 28,301 | 26,177 | 24,926 | 24,842 | 24,397 | 25,407 | [ 1 ] |
| 2号線 | 乗降人員 | 62,279 | 63,898 | 62,165 | 57,196 | 55,604 | 51,768 | 49,285 | 49,191 | 48,674 | 50,258 | [ 1 ] |
| 路線  | 路線     | 2010年 | 2011年 | 2012年 | 2013年 | 2014年 | 2015年 |        |        |        |        | [ 1 ] |
| 2号線 | 乗車人員 | 24,196 | 24,168 | 23,992 | 24,097 | 24,975 | 23,094 |        |        |        |        | [ 1 ] |
| 2号線 | 降車人員 | 24,874 | 25,010 | 24,882 | 25,118 | 26,019 | 24,357 |        |        |        |        | [ 1 ] |
| 2号線 | 乗降人員 | 49,070 | 49,178 | 48,874 | 49,215 | 50,994 | 47,451 |        |        |        |        | [ 1 ] |

## 駅周辺
- 新村郵便局
- 韓国鉄道公社（KORAIL）新村駅 - 徒歩5分程度。乗換駅ではない。
- 梨花女子大学校- 徒歩5分程度。
- 梨花女子大学校師範大学付属梨花・金蘭高等学校（朝鮮語版）
- 梨大社会福祉館
- ソウル特別市西部教育庁
- 大新初等学校
- 北星初等学校
- 北阿峴市民アパート
- 崇門中・高等学校（朝鮮語版）
- ソウル漢西初等学校（朝鮮語版）
- 大興洞住民センター
- ラッキー大韓アパート
- 延世大学校 韓国語学堂 - 梨花女子大の構内を通り抜けて行くことができる。徒歩15分程度。

## 隣の駅
ソウル交通公社
 2号線
新村駅 (240) - 梨大駅 (241) - 阿峴駅 (242)